# Гроб на Васил Левски
Гробът на българския революционер Васил Левски, екзекутиран на 18 февруари (6 февруари стар стил) 1873 година в София, е неизвестен, но е предмет на различни хипотези. Търсенето на гроба на Левски започва още след Освобождението през 1878 година, но без успех. Първата сериозна полемика за гроба на Левски се разразява през 1937 година, когато се чества 100-годишнината от рождението му. Тогава о.з. полк. Димитър Венедиков пише дописка във вестник „Мир“, като в следващите броеве през февруари и март свои версии предлагат още 11 души. Основните версии са четири.

## Хипотези

### Гроб край бесилото
Според някои предположения Левски е погребан близо до бесилката между днешната сграда, известна като „Царски конюшни“, на ъгъла на бул. „Васил Левски“ и бул. „Дондуков“ и неговия паметник. Привечер в деня на екзекуцията тялото на Левски е свалено от бесилката и заровено от палачите в плитък трап наблизо. Според военния историк Марин Калонкин, който сочи архивни документи, паметникът в София е станал и костница на Дякона, където костите му са пренесени от съседния гроб през 1885 година. В края на 30-те години на XX век започват проучвания и разкопки на военните, които допускат, че „костите на великия апостол Васил Левски се покоят в основите на паметника му“. Копаенето под паметника трае три години, като започва през 1938 г. и завършва през 1941 г., но не е открито нищо.

### Гроб в „Позорно гробище“
Според друга версия телата на екзекутираните са предавани по традиция на съответната етно-религиозна общност, за да бъдат погребани по нейния обичай. Въпреки че тялото е предоставено на Българската църковна община, никой неин представител не посмява да го погребе. След като никой не прибира тялото, то е откарано от палачите в т.нар. „Позорно гробище“ в местността „Кюлуците“, където са погребвани екзекутираните престъпници. В резултат гробът на Васил Левски се намира днес в градинката срещу Софийската математическа гимназия, близо до Сточна гара. Това твърди криминалистът от Военна полиция подполковник Венцислав Радков.

### Гроб в църквата „Св. Петка“
През 1956 година археолозите Стамен Михайлов и Георги Джингов разкриват в църквата „Света Петка Самарджийска“ в центъра на София погребение на скелет, вписан с № 95. Според някои устни сведения точно това е мястото, на което тялото на Левски е тайно препогребано, след като е откопано от Позорното гробище, но самите археолози отхвърлят тази възможност. През 1986 година, по предложение на писателя Николай Хайтов, Българската академия на науките взема решение да постави паметна плоча на църквата. Впоследствие БАН променя позицията си и плочата е махната. На 19 февруари 2012 г. плочата е възстановена по инициатива на фондация „Николай Хайтов“ и партията ВМРО – Българско национално движение.

### Гроб в „Новите гробища“
Писателят и историк Николай Иванов, който години наред изследва биографията на Левски, и проф. д-р арх. Минчо Ненчев от УАСГ предлагат през 2019 година версия, според която в деня на смъртта си Левски е опят и погребан в тогавашните „Нови български гробища“. Днес там има редица от паркоместа, разположени по ул. „Даме Груев“. Мястото на гроба е на № 6, между сградата на Земеделското министерство и днешната частна болница „Сердика“. Там се е намирал параклисът на тогавашните „Нови български гробища“, до който е погребан Левски. Заедно с тялото му е погребана и главата на Георги Бенковски. Скелетът на Левски и главата на Бенковски са изровени при ремонт през 1937 година, след което са изпратени за идентификация. Останките така и не са изследвани. Изчезват при разчистване на разрушенията от бомбардировките през Втората световна война.